# Харкевич, Василий Анатольевич
Васи́лий Анато́льевич Харке́вич (укр. Василь Анатолійович Харкевич; Малево) — украинский военнослужащий, матрос, участник российско-украинской войны. Герой Украины (2025).

## Биография
Родился в селе Малево Ровненской области, в многодетной семье.
Служил в звании матроса в 38-й отдельной бригаде морской пехоты 30-го корпуса морской пехоты Вооружённых сил Украины.
В октябре 2024 года участвовал в боях в Донецкой области. 16 октября, в результате дрона, получил ранение, самостоятельно оказал себе помощь и вызвал эвакуационную группу; впоследствии ранения привели к ампутации правой ноги выше колена.
Проходил длительное лечение и реабилитацию.

## Награды
- Звание «Герой Украины» с вручением ордена «Золотая Звезда» (14 марта 2025) — за личное мужество и героизм, проявленные в защите государственного суверенитета и территориальной целостности Украины, верность военной присяге[1].